# First (neboder)
Neboder First (fr. Tour First, nekada Tour AXA, a poznat i kao Tour UAP), neboder je u Parizu, glavnom gradu Francuske. Smješten je u gradskoj poslovnoj četvrti La Défense.

## Gradnja
Građevinu je 1974. godine izgradila osiguravajuća tvrtka UAP. Kasnije je tu kompaniju kupila osiguravajuća kuća, AXA, pa se tako i ime promijenilo u Tour AXA. U razdoblju do 2007. do 2011. izvršena je rekonstrukcija.

## Osnovne karakteristike
Neboder je rekonstrukcijom dobio sasvim novi izgled. Ovako obnovljen, ima 50 katova, ukupne visine 231 metar, dok visina krova bez antene iznosi 225 metara. Površina prostora iznosi 86.707 m². 

## Vanjske poveznice
- Osnovne informacije o građevini
- Dodatne informacije, kompanije koje koriste neboder First